# Chuck Rodee
Chuck Rodee, geboren als Charles Rodeghier (Dixmoor, Illinois, 8 september 1927 - Indianapolis, Indiana, 14 mei 1966) was een Amerikaans autocoureur. Hij schreef zich vijfmaal in voor de Indianapolis 500. In de edities van 1959 en 1960, die ook deel uitmaakten van het Formule 1-kampioenschap, wist hij zich niet te kwalificeren. In 1962 en 1965 kwalificeerde hij zich wel, maar haalde hij de finish niet. Tijdens de kwalificaties van de editie van 1966 crashte hij in de muur in Bocht 1 en overleed.